# O Amor Está no Ar (filme de 1997)
O Amor Está no Ar é um filme brasileiro de 1997, uma comédia dramática. Foi produzido por Luciana Vellozo Santos e dirigido por Amylton de Almeida. É estrelado por Eliane Giardini e Marcos Palmeira como um casal que enfrenta dificuldades pela diferença de idade. O elenco coadjuvante é composto por Rosi Campos, Jacyra Silva, Paulo Betti, Ernani Moraes e outros.

## Sinopse
Lora Berg (Eliane Giardini), uma mulheres de 40 anos de idade, é de origem germânica, culta, vive uma vida solitária e sofisticada. Ela é apresentadora de um programa numa rádio AM que promove encontros amorosos em Vitória, no Espírito Santo. Carlos Henrique, um homem de 22 anos, é desempregado e semi-analfabeto, deixou o interior de Minas Gerais com sua mãe, para morar num barraco na periferia de Vitória. Lora e Carlos se envolvem amorosamente. 
Após certo tempo, o romance revela imensas dificuldades provocadas pela diferença de idade, cultura e posição social dos protagonistas. Entre as idas e vindas da relação de Lora e Carlos Henrique, o filme retrata a crise de identidade dos migrantes do interior que vão tentar a vida na cidade. 

## Elenco
- Eliane Giardini como Lora Berg
- Marcos Palmeira como Carlos Henrique
- Jacyra Silva como Jussara
- Margareth Galvão como Ana Ceci
- Paulo Betti como Bigode
- Rosi Campos como Verônica de Jesus
- Ênio Gonçalves como Inácio
- Collete Dantas como Madalena Paz
- Ernani Moraes como Silveira
- Marcos Konká como Noivo
- Mariângela Pellerano como Noiva
- Vanessa Barum como Katrin
- Majô de Castro como Elisabeth
- Marlon Christi como Irmão de Carlos
- André Barros como Walter
- Erlon Pascoal como Delegado
- Hermes Vago Jr. como Médico
- Christiane Rodrigues como Cunhada de Carlos
- Tião Carneiro como Escrivão do cartório
- Alcino Rodrigues como Vendedor da casa
- Amarildo Louback como marido de Katrin

Participações Especiais
- Suzana Faini como Valquíria
- Rita Elvira como mulher na boate

## Produção
As filmagens inciaram em agosto de 1994, em Vitória. O filme marcou a estreia da produção cinematográfica do estado do Espírito Santo, sendo a primeira do gênero e representando um marco para a história do audiovisual da região.
A trajetória do personagem Carlos Henrique retrata a vida de centenas de jovens que circulam pelas ruas de Vitória, buscando uma oportunidade para mudar suas vidas." A ópera Tannhäuser, de Wagner, compõe a trilha sonora de todo o filme, junto às canções do cantor e compositor capixaba Roberto Carlos. Segundo o diretor, Roberto 'tem sua obra marcada pelo tema do abandono'.
O diretor e roteirista do filme,Amylton de Almeida, faleceu em 1995, antes da conclusão da produção do longa-metragem.

## Prêmios e indicações
Festival de Gramado 1997
- Melhor Atriz - Eliane Giardini (venceu)
- Melhor Filme (indicado)